# Sokhna Thiam
Sokhna Thiam est une épidémiologiste environnementale sénégalaise. Elle est chercheure associée à Associate Research Scientist au sein du African Population and Health Research Center (APHRC), région Afrique de l’Ouest, basé à Dakar. Elle dirige l’unité Environnement, Changement Climatique et Santé, avec des travaux axés sur les interactions entre environnement, changement climatique et santé publique en Afrique de l’Ouest

## Formation académique et parcours professionnel
Sokhna Thiam est titulaire d’un Master en géographie de la santé de l’Université Cheikh Anta Diop de Dakar et d’un Doctorat en épidémiologie de l’Institut Suisse de Santé Tropicale (Swiss Tropical and Public Health Institute) à Bâle, en Suisse. Avant de rejoindre l’APHRC, elle a été post-doctorante et collaboratrice scientifique à Swiss TPH à Bâle.

## Domaines de recherche
Elle dirige l’unité  Environnement, Changement Climatique et Santé  au bureau régional de l’APHRC à Dakar. Ses recherches portent sur l’impact des changements environnementaux et climatiques sur la santé, y compris les maladies infectieuses et non transmissibles, la santé maternelle et néonatale, ainsi que les effets des projets de restauration des paysages à grande échelle sur la santé humaine.

## Engagement scientifique et leadership
Elle est membre active de l’International Society for Environmental Epidemiology (ISEE) et a été secrétaire du Conseil exécutif de la section Afrique de l’ISEE (2018–2021). Elle participe également au réseau CHANCE et au réseau Health Climate Network Community. Elle est ancienne boursière du programme Dalberg/Wellcome Trust Climate & Health Public Engagement Leadership (2022) et de l’International Visitor Leadership Program sur la résilience climatique et la sécurité sanitaire, du département d’État des États-Unis.

## Contributions scientifiques
Elle est auteure ou co-auteure de multiples publications scientifiques sur des thèmes comme le changement climatique, l’urbanisation, et les facteurs sanitaires en Afrique. Parmi ses travaux figurent notamment :  
- “Analyzing the contributions of transdisciplinary research to the global sustainability agenda in African cities” (2021).[5]
- Études sur la géographie sanitaire des maladies diarrhéiques infantiles, l’accessibilité aux services urbains au Sénégal, et l’impact du climat sur les maladies non transmissibles en Afrique de l’Ouest (2020–2024)[6].